# Zeleni čaj
Zeleni čaj je narejen izključno iz listov čajevca Camellia sinensis, ki so bili izpostavljeni minimalni oksidaciji med pridelavo. Zeleni čaj prvotno izvira iz Kitajske, vendar ga povezujemo z mnogimi državami in kulturami Azije, od Japonske in Južne Koreje do Bližnjega vzhoda. Zadnje čase se vedno več pojavlja tudi na Zahodu, kjer načeloma prevladuje črni čaj. Oba uvrščamo med t. i. prave čaje. Črni in zeleni čaj se razlikujeta v načinu predelave listov čajevca - črni čaj je fermentiran, zeleni pa nefermentiran. Posledica različne predelave so razlike v sestavi, senzoričnih lastnostih (predvsem barva in vonj) in učinkih obeh vrst čaja.
Različne vrste zelenega čaja so odvisne predvsem od pogojev gojenja, načina pridelovanja in časa obiranja listov.
Zadnjih nekaj desetletij je bil zeleni čaj predmet dolgoročnih raziskav in medicinskih študij z namenom določitve njegovih dolgo poznanih domnevnih blagodejnih učinkov. Ugotovili so, da so ljudje, ki redno pijejo zeleni čaj, izpostavljeni manjšemu tveganju za razvoj raznih srčnih bolezni in rakavih obolenj. Izvleček zelenega čaja vsebuje polifenole in kofein, ki inducirata termogenezo in stimulirata oksidacijo maščob v telesu, zato se ga s pridom uporablja tudi v pripravkih za hujšanje.
Študije so pokazale, da skodelica zelenega čaja vsebuje tudi zelo veliko flavonoidov. Flavonoidi so prisotni v večini rastlin, zanje je značilno antioksidativno delovanje.
Seveda pa se vsebnost zdravilnih učinkovin razlikuje od vrste čaja.

## Pridelava
Ko lističe oberejo, jih najprej pustijo, da malo ovenijo, nato pa jih posušijo z vročim zrakom. Pri njihovi obdelavi ni fermentacije tako kot pri črnem čaju.

## Aromatiziranje
Zelo pogosta in razširjena aroma za zeleni čaj je jasmin. Aromatizirajo pa jih tudi z japonsko češnjo, limono, vanilijo ...

## Vrste
Najbolj znani zeleni japonski čaji so:
- Sencha,
- Gyokuro,
- Bancha.

Kitajski zeleni čaji:
- China gunpowder,
- Mu Dan Special Green Tea,
- Long jing,
- Bi luo chun,
- Mao feng,
- Anji white tea,
- Taiping houkui,
- Liuan Guapian,
- Emei zhuyeqing,
- Xinyang maojian[1].

## Učinki zelenega čaja
Zeleni čaj vsebuje mnoge zdravilne sestavine, med katerimi so najpomembnejši metilksantini (prevladuje kofein, manj je teobromina, teofilina) in polifenolne spojine oz. katehini. Najpogostejši med katehini je epigalokatehin galat EGCG.  Poleg omenjenega najdemo v zelenem čaju tudi karotenoide, tokoferole, askorbinsko kislino (vitamin C), minerale kot so krom, magnezij, selen in cink. Od anorganskih soli je zanimiva visoka vsebnost fluorida. Aromo čaju daje eterično olje, ki je sestavljeno iz več kot 300 spojin.
Metilksantini v čaju blago spodbujajo delovanje centralnega živčnega sistema in tako povečajo budnost in psihično aktivnost. Vsebnost kofeina v listih čajevca je večja kot v kavnih zrnih, vendar zaradi količine uporabljenih kavnih zrn in načina priprave vsebuje skodelica kave več kofeina kot skodelica čaja. Pri čaju nastopi poživljajoč učinek kofeina kasneje, je šibkejši in dalj časa trajajoč, saj je v listih čajevca vezan na čreslovine in se v prebavilih iz njih počasi sprošča.
Polifenolne spojine v zelenem čaju so odgovorne za njegov antidiaroični učinek. Tanini v zelenem ali črnem čaju namreč pomagajo pri diareji. Različne epidemiološke študije so pokazale, da redno uživanje zelenega čaja preventivno deluje pri raku in obolenjih srca in ožilja. Razlog je antioksidativno delovanje polifenolnih spojin. Študije na živalih so pokazale tudi znižanje krvnih koncentracij holesterola, kar pa se na ljudeh ni pokazalo. Znižanje holesterola je nato leta 2003 potrdila randomizirana klinična študija z uporabo ekstrakta zelenega čaja v kombinaciji s teaflavinom iz črnega čaja.
Na Birminghamski univerzi v Veliki Britaniji so izvedli študijo, s katero so dognali, da je zeleni čaj v primerjavi s placebom povečal zgorevanje maščob za 17 %. Glej Pripravki za hujšanje.
Na univerzi Queen Margaret v Edinburghu so spremljali učinke kratkotrajnega uživanja zelenega čaja. V študiji so sodelovali študentje stari od 19 do 37 let, ki so ob nespremenjenih prehranjevalnih navadah zaužili štiri skodelice zelenega čaja na dan. Po dveh tednih je bilo opaziti znižanje sistoličnega in diastoličnega krvnega tlaka, holesterola, telesne maščobe in mase.
Tehnološki inštitut v Izraelu je izvedel raziskavo, v kateri so miši s Parkinsonovo in Alzheimerjevo boleznijo hranili z epigalokatehin galatom, glavnim polifenolom z antioksidativnim delovanjem v zelenem čaju. Slednji je pripomogel k zaščiti možganskih celic pred propadanjem kot tudi k »reševanju« že poškodovanih nevronov.
Na Kemijskem inštitutu v Ljubljani so dokazali, da EGCG iz zelenega čaja inhibira bakterijski encim girazo, kar povezujejo z antimikrobnim delovanjem ekstrakta zelenega čaja in njegovim vplivom pri preprečevanju kariesa .
Dolgoletne študije na Japonskem so pokazale pomembno zmanjšanje tveganja za nastanek raka pri sodelujočih, ki so spili več kot 10 skodelic zelenega čaja dnevno v primerjavi s tistimi, ki so spili manj kot tri skodelice. Največji preprečevalni učinek je bil pri tumorjih pljuč, črevesja in jeter. Prav tako so opazili časovni zamik nastopa tumorjev, pri moških za 3,2 leti, pri ženskah pa za 6,2 let. Osebe, ki redno uživajo velike količine zelenega čaja, naj bi živele 4,5 let dlje. Pri Japonkah z rakom na prsih v drugem stadiju, ki so popile več kot pet skodelic čaja na dan, se je stopnja ponovitve bolezni zmanjšala za 16,7 % 7 let po diagnozi.
Študija na podganah, ki so jo izvedli na univerzi v Hong Kongu, je pokazala, da se katehini iz zelenega čaja absorbirajo v očesu in tam zmanjšajo oksidativni stres do 20 ur, kar bi bilo lahko učinkovito pri preprečevanju glavkoma in drugih očesnih bolezni.

## Interakcije
Leta 2009 so raziskovalci Univerze v Južni Kaliforniji naredili raziskavo, s katero so hoteli ugotoviti, ali se morda protitumorni učinek nekaterih proteasomskih zaviralcev in zdravil za zdravljenje diseminiranega plazmocitoma (neozdravljiva maligna tvorba, ki povzroča hude težave in zaplete) v kombinaciji z zelenim čajem poveča. S poskusi in vitro in in vivo so pokazali, da epigalokatehin galat in nekatere druge polifenolne spojine zelenega čaja zavirajo propad tumorskih celic. Antagonistično delovanje EGCG je bilo zaznano zgolj v interakciji s protitumornimi učinkovinami, ki v imajo v svoji strukturi prisotno boronsko-kislinsko funkcionalno skupino (bortezomib), pri učinkovinah, ki te skupine nimajo pa antagonistična aktivnost EGCG-ja ni bila dokazana (npr. nelfinavir). Strokovnjaki zaradi tega dognanja odsvetujejo sočasno uporabo pripravkov iz zelenega čaja in proteasomskih inhibitorjev, ki bazirajo na boronski kislini.

## Stranski in neželeni učinki
Uživanje zelenega čaja le redko povzroči stranske učinke. Ti se nekoliko pogosteje pojavljajo predvsem pri ljudeh, ki imajo občutljiv želodec. Pri rednem pitju večjih količin čaja se namreč lahko pojavi povečano izločanje želodčne kisline, ki razdraži želodec, pride lahko do zmanjšanja apetita, zaprtja ali pa diareje. Te stranske učinke lahko zmanjšamo ali jih celo preprečimo, če čaju dodamo mleko, ki zmanjša učinek taninov in klorogenske kisline. Pravi čaji zaradi vsebnosti kofeina prav tako niso primerni za nosečnice in doječe matere.